# 26946 Ziziyu
26946 Ziziyu è un asteroide della fascia principale. Scoperto nel 1997, presenta un'orbita caratterizzata da un semiasse maggiore pari a 2,2383714 UA e da un'eccentricità di 0,1221323, inclinata di 8,10024° rispetto all'eclittica.